# 莫比克腹齒脂鯉
莫比克複齒脂鯉為輻鰭魚綱脂鯉目琴脂鯉亞目複齒脂鯉科的其中一種，為熱帶淡水魚，分布於非洲卡裡巴湖、三比西河流域，體長可達57公分，棲息在水流湍急的溪流或靜止的湖泊，屬雜食性，蝸牛、昆蟲、魚類及植物等為食，生活習性不明，可做為食用魚及遊釣魚。